# لونی تونز: بازگشت به مبارزه (بازی ویدئویی)
لونی تونز: بازگشت به مبارزه (به انگلیسی: Looney Tunes: Back in Action) یک بازی ویدئویی در ژانر سکوبازی و ماجراجویی است که در سال ۲۰۰۳ همزمان با اکران فیلمی به همین نام به کارگردانی جو دانته برای پلی استیشن ۲، گیم کیوب و گیم بوی ادونس منتشر شد.

## گیم پلی
بازیکن می‌تواند در طول بازی، در نقش باگزبانی، دافی داک،، توئیتی، کایوت و شیطان تاسمانی بازی کند و نقش های اصلی، باگزبانی و دافی داک است که در ۵ مرحله به دنبال میمون های شرکت Acme می‌روند تا الماس میمون آبی را پیدا کنند. شخصیت ها لباس های مخصوص خود را بر تن میکنند و دست به عملیات ابرقهرمانانه ای می‌زنند. از جمله دافی داک تبدیل به داک دنجر و باگزبانی تبدیل به جاسوس می‌شود. مینی گیم هایی در کنار مراحل اصلی وجود دارند از جمله مسابقه کایوت و رودرانر.

## بازخوردها
| گردآورنده  | امتیاز                                |
| ---------- | ------------------------------------- |
| گیم‌رنکینگز | (GC) 67.63% (PS2) 58.77% (GBA) 49.38% |
| متاکریتیک  | (GC) 64/100 (PS2) 51/100 (GBA) 47/100 |

| ناشر                  | امتیاز                  |
| --------------------- | ----------------------- |
| سی‌وی‌جی                | 7.1/10                  |
| گیم اینفورمر          | 5/10                    |
| گیم‌اسپای              | [ ۸ ]                   |
| گیم‌زون                | (PS2) 7.8/10 (GBA) 6/10 |
| آی‌جی‌ان                | 4.5/10                  |
| مجله ان‌جی‌سی           | 56%                     |
| نینتندو پاور          | (GC) 3/5 (GBA) 2.2/5    |
| اوپی‌ام (ایالات متحده) | [ ۱۵ ]                  |
| ایکس پلی              | [ ۱۶ ]                  |

نسخه گیم کیوب و پلی استیشن ۲ با نقدهای متوسط روبه‌رو شدند درحالی که نسخه گیم بوی ادونس با نقدهای منفی همراه بود.